# Litteraturåret 1998

## Händelser
- 24 september – Irans president Mohammad Khatami meddelar i FN:s generalförsamling att hans regering inte längre tänker verkställa dödsdomen mot författaren Salman Rushdie.[1]
- 6 november – Det meddelas att snart 50-årige Horace Engdahl ska efterträda snart 70-årige Sture Allén som Svenska Akademiens ständige sekreterare den 1 juli 1999.[2]
- okänt datum – Bokförlaget Rabén & Sjögren uppgår i Norstedts förlagsgrupp.[3]

## Priser och utmärkelser
- Nobelpriset – José Saramago, Portugal[4]
- Augustpriset
  - Skönlitterär bok – Göran Tunström för Berömda män som varit i Sunne (Bonniers)
  - Fackbok – Bengt Jangfeldt för Svenska vägar till S:t Petersburg (Wahlström & Widstrand)
  - Barn- och ungdomsbok – Henning Mankell för Resan till världens ände (Rabén & Sjögren)
- ABF:s litteratur- & konststipendium – Per Nilsson
- Aftonbladets litteraturpris – Kristian Lundberg
- Aniarapriset – Lennart Sjögren
- Astrid Lindgren-priset – Bo R. Holmberg
- Bellmanpriset – Björner Torsson
- BMF-plaketten – Elsie Johansson för Mosippan
- BMF-Barnboksplaketten – Eva Eriksson för Malla handlar
- Dan Andersson-priset – Bengt Pohjanen
- De Nios Stora Pris – P.C. Jersild
- De Nios Vinterpris – Arne Johnsson och Peter Kihlgård
- De Nios översättarpris – Jens Nordenhök
- Doblougska priset – Klas Östergren och Ulf Eriksson, Sverige samt Ola Bauer och Karsten Alnæs, Norge
- Elsa Thulins översättarpris – Bengt Anderberg
- Emil-priset – Ebbe Westergren
- Erik Lindegren-priset – Göran Sonnevi för Klangernas bok
- Gerard Bonniers pris – Bengt Emil Johnson
- Gerard Bonniers essäpris – Nathan Shachar
- Gun och Olof Engqvists stipendium – Nathan Shachar
- Gustaf Fröding-sällskapets lyrikpris – Maria Wine
- Göteborgs-Postens litteraturpris – Ann Jäderlund
- Hedenvind-plaketten – Hans O. Granlid
- Ivar Lo-priset – Per Anders Fogelström
- John Landquists pris – Anders Ehnmark
- Letterstedtska priset för översättningar – Sture Pyk för översättningen av Georges Perecs Livet en bruksanvisning
- Karin Boyes litterära pris – Theodor Kallifatides
- Karl Vennbergs pris – Ylva Eggehorn
- Karlfeldt-priset – Bengt Emil Johnson
- Katapultpriset – Jan Wolf-Watz för Södra Västerbottens kustland
- Kellgrenpriset – Kjell Espmark
- Landsbygdens författarstipendium – Anna-Clara Tidholm och Thomas Tidholm
- Lars Ahlin-stipendiet – Gunnar D. Hansson
- Lotten von Kræmers pris – Göran Rosenberg
- Lundequistska bokhandelns litteraturpris – Håkan Nesser
- Moa-priset – Kjell Johansson
- Neustadtpriset – Nuruddin Farah (Somalia)
- Nils Holgersson-plaketten – Moni Nilsson-Brännström för Bara Tsatsiki
- Nordiska rådets litteraturpris – Tua Forsström, Finland för diktsamlingen Efter att ha tillbringat en natt bland hästar
- Pilotpriset – Bo Carpelan
- Polonipriset – Liza Marklund
- Schückska priset – Arne Melberg
- Signe Ekblad-Eldhs pris – Lars Ardelius
- Stiftelsen Selma Lagerlöfs litteraturpris – Göran Palm
- Stig Carlson-priset – Eva Ribich
- Stig Sjödinpriset – Sara Lidman
- Svenska Akademiens nordiska pris – Lars Forssell, Sverige
- Svenska Akademiens tolkningspris – Robin Fulton
- Svenska Akademiens översättarpris – Sture Pyk
- Svenska Dagbladets litteraturpris – Ellen Mattson för Resenärerna
- Sveriges Radios Romanpris – Elisabeth Rynell för Hohaj
- Sveriges Radios Lyrikpris – Eva-Stina Byggmästar
- Tegnérpriset – Lennart Sjögren
- Tidningen Vi:s litteraturpris – Zvonimir Popovic
- Tollanderska priset – Tua Forsström
- Tranströmerpriset – Vizma Belševica och Knuts Skujenieks, Lettland
- Tucholskypriset – Vincent P. Magombe, Uganda
- Wahlström & Widstrands litteraturpris – Christine Falkenland
- Östersunds-Postens litteraturpris – Lennart Lundmark
- Övralidspriset – Hans Henrik Brummer

## Nya böcker

### A – G
- Bert Babyface av Anders Jacobsson och Sören Olsson[5]
- Berömda män som varit i Sunne av Göran Tunström
- De skinande av David Eddings
- Den dolda staden av David Eddings
- Det gröna kapitalet av Mikael Nyberg
- Det svarta guldet av Jan Mårtenson
- Diorama av Peter Kihlgård
- Dubbelheten av Birgitta Trotzig
- Eldringen av Torbjörn Säfve
- En blomma i Afrikas öken av Waris Dirie
- Fursten av kaos av Robert Jordan
- Fångat byte – Four to Score av Janet Evanovich
- Förensligandet i det egentliga Västerbotten av Nikanor Teratologen
- Förhäxad av Björn Hellberg
- Girlfriend in a Coma av Douglas Coupland
- Gåtornas palats av Dan Brown

### H – N
- Harry Potter och Hemligheternas kammare av J.K. Rowling
- Hedersmord av Björn Hellberg
- Hemliga litterära världsakademin: Isjättarnas tid av Torbjörn Säfve
- Jag, Herulen. En värmländsk historia av Lars Andersson och Tomas Andersson
- Kievs vår av Lars Andersson
- Kim Novak badade aldrig i Genesarets sjö av Håkan Nesser[6]
- Kistbrev av Lars Gyllensten
- Klangernas bok av Göran Sonnevi
- Kungliga Serafimerorden 1748–1998 av Per Nordenvall
- Meddelande. Noveller i urval 1971-1997 av Tove Jansson
- Mellan henne och jag av Helene Rådberg
- Mosippan av Elsie Johansson[7].
- Not Safe after Dark av Peter Robinson
- Nu är mörkrets tid av  John Marsden

### O – U
- Om en pojke  av Nick Hornby
- Ont blod av Arne Dahl
- Osynligt med Alfons av Gunilla Bergström[8]
- Parsifal av Sigrid Combüchen
- Plugghästen Sune av Anders Jacobsson och Sören Olsson[9]
- Sena sagor av P.C. Jersild
- Serenader av Peter Kihlgård
- Sprängaren av Liza Marklund[6]
- Stormen vaknar av Robert Jordan
- Sune och familjen Anderssons sjuka jul av Anders Jacobsson och Sören Olsson[10]
- Undergångarens sånger av Bodil Malmsten
- Unga norrlänningar av Mats Jonsson[6]

### V – Ö
- Vägen till Jerusalem av Jan Guillou

## Avlidna
- 9 februari – Halldór Laxness, 95, isländsk författare, nobelpristagare 1955.
- 17 februari – Ernst Jünger, 102, tysk författare.
- 8 mars – Peter Nilson, 60, svensk astronom och författare.
- 23 mars – Lillie Björnstrand, 84, svensk skådespelare och författare.
- 10 april – Francis Durbridge, 85, brittisk deckarförfattare.
- 19 april – Octavio Paz, 84, mexikansk författare, nobelpristagare 1990.
- 12 maj – Hermann Lenz, 85, tysk författare.
- 11 juni – Catherine Cookson, 91, brittisk författare.
- 20 juni – Per Anders Fogelström, 80, svensk författare.[1]
- 3 augusti – Sven Edvin Salje, 84, svensk författare.
- 8 augusti – Astrid Pettersson, 89, svensk författare.
- 28 september – Olle Länsberg, 76, svensk författare, manusförfattare och sångtextförfattare.
- 30 december – Joan Brossa, 79, katalansk poet, författare, dramatiker, grafiker och konstnär.

### Fotnoter
1. 1 2   När Var Hur 1999. Forum
2. ↑   När Var Hur 2000. Forum
3. ↑  ”Rabén & Sjögren”. Arkiverad från originalet den 30 augusti 2011. https://web.archive.org/web/20110830192414/http://www.rabensjogren.se/om/Forlagshistorik1/. Läst 20 juni 2011.
4. ↑  ”Nobelpriset i litteratur”. https://www.nobelprize.org/prizes/lists/all-nobel-prizes-in-literature/. Läst 20 mars 2011.
5. ↑  Bert Arkiverad 26 oktober 2011 hämtat från the Wayback Machine.
6. 1 2 3  Gradvall, Nordström, Nordström, Rabe, Jan, Björn, Ulf, Anina. Tusen svenska klassiker. Norstedts Förlagsgrup. Läst 12
7. ↑  Sverige 1900-talet – Arbetets ansikten i litteraturen, NE, Bra Böcker, 2000
8. ↑  ”Alfons Åberg”. Arkiverad från originalet den 8 december 2012. https://web.archive.org/web/20121208044934/http://www.alfons.se/fakta_bok_alfons.asp. Läst 21 mars 2011.
9. ↑  Bert Arkiverad 26 oktober 2011 hämtat från the Wayback Machine.
10. ↑  Sune Arkiverad 26 oktober 2011 hämtat från the Wayback Machine.